# Thea Einöder
Thea Einöder, po mężu Straube (ur. 8 czerwca 1951 w Ratyzbonie) – niemiecka wioślarka reprezentująca RFN, brązowa medalistka igrzysk olimpijskich i mistrzostw świata.

## Kariera sportowa
Wystąpiła na igrzyskach olimpijskich w Montrealu w 1976, gdzie wraz z Edith Eckbauer zdobyła brązowy medal w dwójkach bez sternika. W finale uplasowały się o 1,13 sekundy za osadą Bułgarii i o 0,71 sekundy za osadą NRD. Był to debiut tej konkurencji w programie olimpijskim. Był to równocześnie jej jedyny start olimpijski.
Ponadto zdobyła też brązowy medal w czwórkach ze sternikiem na mistrzostwach świata w Nottingham (1975). 
Odznaczona Srebrnym Liściem Laurowym, najwyższym sportowym odznaczeniem państwowym. Po zakończeniu kariery została działaczką sportową, w latach 1993-2006 była prezydentem klubu Rudergesellschaft München.